# تشينيزي
شنس أو تشينيزي (بالإيطالية: Cinisi)‏ هي بلدية في مقاطعة باليرمو في صقلية الإيطالية.

## السكان
في سنة 1861 بلغ عدد السكان 6٬740 نسمة، وتطور العدد ليصل في سنة 2011 لـ 12٬031 نسمة.
يظهر هذا المخطط البياني تطور النمو السكاني لـ تشينيزي